# 魔訶不思議
魔訶不思議（まかふしぎ、7月15日 - ）は、日本の漫画家、イラストレーター。青森県出身、埼玉県在住。1988年デビュー。「摩」訶不思議は間違い。

## 作品リスト
1. 『熱い夜』 1989年6月25日初版発行[5]、大洋図書〈ポプリクラブコミックス〉、ISBN 4-88672-807-3
  - 静かにして下さい!!／ENDLESS／新聞配達インは十回ベルを鳴らす／熱い夜／闇にまぎれて／FOXFIRE／向こう側／欲情という名の列車／ヴォヴェールの悪魔／レンタガール
2. 『夏色ラバーズ』 1991年4月20日初版発行[5]、大洋図書〈ポプリクラブコミックス〉、ISBN 4-88672-828-6
  - レンタガール／よい子のブラックホール（前後編）／コインシャワーベイビーズ／夏色Lovers（前後編）／HELL RAPE／あの頃に帰りたい／魔神 現わる!!
3. 『猫じゃ猫じゃ 1』 1992年9月15日初版発行[5]（1992年8月発売）、大洋図書〈ミリオンコミックス〉、ISBN 4-88672-910-X
  - 猫じゃ猫じゃ（1 - 7話、番外編1）
4. 『猫じゃ猫じゃ 2』 1993年4月発売、大洋図書〈ミリオンコミックス〉、ISBN 4-88672-929-0
  - 猫じゃ猫じゃ（8 - 12話、番外編2）
5. 『猫じゃ猫じゃ 3』 1994年4月15日初版発行[5]（1994年3月発売）、大洋図書〈ミリオンコミックス〉）ISBN 4-88672-955-X
  - 猫じゃ猫じゃ（13 - 19話）／ちぇんじんぐ!
6. 『特上!親娘丼』 1994年5月25日初版発行[5]、司書房〈ツカサコミックス〉、ISBN 4-88725-018-5
  - ホ・ン・キ・の証拠／今一番欲しいモノ／夢にまで見た…／どっち!?／夢から醒めれば大団円／好色エスパー／料理天国／わくわく ランチタイム／レンタ・ガール
7. 『あくまくまじっく』 1995年2月25日初版発行[5]、司書房〈ツカサコミックス〉、ISBN 4-88725-040-1
  - あくまくまじっく（1 - 8話）
8. 『アンチテーゼ』 1996年3月25日初版発行[5]、司書房〈ツカサコミックス〉、ISBN 4-88725-081-9
  - 不倫少年つまみ食い／ほろ酔い美少年漬け／暑くて長くて短い夏／シーシーモンキー／あくまくまじっく（9 - 13話）
9. 『たまごっこ』 1997年6月15日初版発行[5]、司書房〈ツカサコミックス〉、ISBN 4-8128-0032-3
  - 突撃お嬢様!／犬の生活／…の小っちゃいって事は／パンドラ／CONTACT GO! GO!／あくまくまじっく（14 - 17話）
10. 『猫じゃ猫じゃ1 新装版』 1997年8月22日[6]、コスミックインターナショナル〈バナナコミックス〉、ISBN 4-88532-461-0
  - 猫じゃ猫じゃ（1 - 7話、番外編）
11. 『猫じゃ猫じゃ2 新装版』 1997年9月22日初版発行[6]、コスミックインターナショナル〈バナナコミックス〉、ISBN 4-88532-463-7
  - 猫じゃ猫じゃ（8 - 14話、番外編2）
12. 『猫じゃ猫じゃ3 新装版』 1997年10月22日初版発行[6]、コスミックインターナショナル〈バナナコミックス〉、ISBN 4-88532-464-5
  - 猫じゃ猫じゃ（15 - 22話） - 20話以降が旧単行本未収録
13. 『猫じゃ猫じゃ4 新装版』 1997年11月22日初版発行[6]、コスミックインターナショナル〈バナナコミックス〉、ISBN 4-88532-465-3
  - 猫じゃ猫じゃ（23話 - 最終話、エピローグ〈描き下ろし〉）／特快倶楽部／オマンシングストーン 秘宝の谷／ちぇんじんぐ
14. 『世紀末伝説』 1999年9月25日初版発行[6]、ヒット出版社〈セラフィンコミックス〉、ISBN 4-89465-092-4
  - 吸血温泉へ行こう!!／緊急レポート!!／私は宇宙人にさらわれた／愛を叫ぶケモノたち／女幽霊です／見世モン関係?／恐怖の大王伝説
15. 『少女伝説ミレニアム』 2000年3月31日初版発行[6]、巨星出版／心交社〈Gazer comix〉、ISBN 4-88302-456-3
  - To Love Rue／今のママでは今のまんま／ぶるまん／ちょっとだけタイムキーパー／君の中／この街大好き♡／MAHIRU♡／銭湯に行こう♡／青いレモン／ちくちく最先端／Album／あとがき
16. 『破廉恥接吻（はれんちキス） 』 2001年8月10日[7]、巨星出版／心交社〈Gazer comix〉、ISBN 4-88302-627-2 ※再録本
  - わくわく♡ランチTIME／料理天国／好色エスパー／ほろ酔い美少年漬け／闇にまぎれて／新聞勧誘員は十回ベルを鳴らす／かくてるシスターズ／明日に架ける橋／暑くて長くて短い夏
17. 『えろもん』 2001年8月25日[7]、ヒット出版社〈セラフィンコミックス〉、ISBN 4-89465-172-6
  - しあわせの予感／ちびつまジャンクション／天国に近い場所／カウパーボーイ／おまかせ･NIMPHラバー／insider／明るい家族計画
18. 『雛迷宮』 2002年2月25日[7]、ヒット出版社〈セラフィンコミックス〉、ISBN 4-89465-193-9
  - 迷図（1 - 6話）
19. 『このまん○（まる）が凄い!』 2003年2月25日[7]（2003年1月24日）、ヒット出版社〈セラフィンコミックス〉、ISBN 4-89465-222-6
  - 夏の忘れ物／大月人妻相談所／Post Dog／惚れたは惚けたにさも似たり／レンタガール／不適切な関係
20. 『I♥DOLL（アイ･ドール） 』 2004年9月25日[7]（2004年8月16日発売）、ヒット出版社〈セラフィンコミックス〉、ISBN 4-89465-279-X
21. 『あくまくまじっく1 完全版』 2004年10月25日[8]（2004年10月18日）、シーズ情報出版〈シーズコミックス〉、ISBN 4-921105-97-9
  - あくまくまじっく（1 - 9話）
22. 『あくまくまじっく2 完全版』 2004年10月25日[8]（2004年10月18日）、シーズ情報出版〈シーズコミックス〉、ISBN 4-921105-98-7
  - あくまくまじっく（10 - 18話） - 18話以降が旧単行本未収録
23. 『あくまくまじっく3 完全版』 2004年12月26日[8]（2004年12月27日）、シーズ情報出版〈シーズコミックス〉、ISBN 4-86177-002-5
  - あくまくまじっく（19 - 28話）
24. 『えろいも』[9] 2008年1月発売、ヒット出版社〈セラフィンコミックス〉、ISBN 978-4-89465-384-9
  - クロス×ロード／ほしいも／恋人以上妹未満／ガアたんといっしょ／せのぶ／えんこ〜ど／おかしのいえ
25. 『自動ポルノ』 2009年9月17日発売[10]、ヒット出版社〈セラフィンコミックス〉、ISBN 978-4-89465-456-3
  - 復讐のマイメモリー／家出娘。／沙織－淫乱姉弟監禁授業－／おしえて霧原くん!!／はたらくおこさん／子連れ狼／1LDK陽当たり良好童付き／ママってすごい!／芽衣倶楽部／あとがき
26. 『禁距離恋愛』 2010年12月16日発売[11]、ヒット出版社〈セラフィンコミックス〉、ISBN 978-4-89465-503-4
  - 近距離恋愛（妹、幼馴、姪、従妹、従姉、娘）／アナルプリンセスII／オロンポスの大家族／あとがき
27. 『JS規格』 2012年2月24日初版発行[12]（同日発売[13]）、ヒット出版社〈セラフィンコミックス〉ISBN 978-4-89465-548-5
  - 21世紀少女（1 - 3）／むらまつり／自動ポルノ／量子的な彼女／Projectはやぶさ／ロリ子と旅する男／もえにゅ〜まいんど／近距離恋愛－娘2
28. 『ちびっち』 2014年1月23日初版発行[12]（2014年1月24日発売[14]）、ヒット出版社〈セラフィンコミックス〉、ISBN 978-4-89465-617-8
  - 少女を拡張してみた／なか○しふ○くで妹がマン○○らしい／パンドラII／ぢょしかいと〜く／ドギマギさせて（#1 - #5）／ちびっち!
29. 『激撮!JSコレクション』 2016年3月11日初版発行[12]（同日発売[15]）、ヒット出版社〈セラフィンコミックス〉、ISBN 978-4-89465-689-5
30. 『がちろ』 2019年11月27日初版発行[12]（同日発売[16]）、ヒット出版社〈セラフィンコミックス〉、ISBN 978-4-89465-816-5

## 単行本未収録作品
- 恋愛関係登録済（調教天使）